# 慈眼院 (織田信長の娘)
慈眼院（じげんいん、? - 寛永18年1月29日（1641年3月10日））は、安土桃山時代から江戸時代前期にかけての女性。北条氏直の婚約者。名は不詳。

## 生涯
父は織田信長と伝わる。慈眼院に関する史料は乏しく、本当に信長の実の娘かどうか疑う説もある。
天正8年（1580年）3月、相模小田原城主の北条氏政は甲斐の武田勝頼との対抗上から使者を安土城に送り、信長に織田・北条両家で縁組を成立させる代わりに北条家の所領安堵を望んだ（『信長公記』）。天正10年（1582年）3月28日、氏政は伊豆三島社に願文を納めて信長息女の輿入れが速やかに実現される事を願った（『三島神社文書』）。婚約相手が氏直かどうかは明確ではないが、氏政の男子で信長の娘と釣り合う人物となると、嫡子の氏直と推定される。
天正10年（1582年）6月には本能寺の変が起こって信長が横死し、その後の天正壬午の乱で氏直は徳川家康の次女・督姫を正室に迎えているため、この縁組は消滅したと思われる。
法名は慈眼院華渓宗春大姉。墓所は神奈川県小田原市足柄下郡の香林寺であるが、現在の香林寺には墓も位牌も存在していない。

## 慈眼院に関する記述
『新編相模国風土記稿』は香林寺項において「織田信長女墓。今所在詳ナラズ、寺伝ニ天正十年信長生害ノ後、多賀内蔵丞、城介信忠ノ臣、小田原ニ下向ス、其頃彼女ヲ伴来リ、卒去ノ後、寺域ニ葬ルト云、或ハ信忠ノ室トモ伝ヘリ、本堂ニ其牌ヲ置。刻シテ云、慈眼院華渓宗春大姉、寛永十八年正月二十九日卒」とある。